# 天野優
天野 優（あまの ゆう、1992年11月25日 - ）は、日本の女子卓球選手。和歌山県和歌山市出身。明徳義塾高等学校卒業後、サンリツに入社。右利きシェークハンド裏表。

## 経歴
5歳から和歌山銀行の実業団選手の父と母の影響で卓球を始める。自宅近くの和歌山銀行卓球クラブで練習を始める。高知・明徳義塾中から明徳義塾高へ進学。2011年にサンリツ入社。平成22、24と25年度の全日本選手権シングルス16強。平成24年度の全日本社会人選手権シングルスで3位。平成27年度全日本卓球選手権大会の女子ダブルスでは中島未早希ペアで優勝した。
2019年3月の東京選手権で現役を引退し、サンリツのコーチに就任した。

## 人物
家族は両親と妹。
2021年1月18日、ツイッターで軽部隆介と結婚を発表。

## 成績
- 2000年
  - 全日本選手権（バンビの部）：ベスト8
- 2002年
  - 全日本選手権（カブの部）：優勝
- 2003年
  - 全日本選手権（ホープスの部）：ベスト4
- 2004年
  - 全国ホープス卓球大会：優勝＝和歌山銀行卓球クラブ(天野優･𡈽田･天野真実)[7]
- 2005年
  - 全日本選手権（カデットの部）：13歳以下シングルス ベスト4
- 2006年
  - 第37回全国中学校卓球大会：シングルス ベスト8
- 2007年
  - 第8回全国中学選抜大会：学校対抗優勝
  - 第38回全国中学校卓球大会：シングルス ベスト8
- 2009年
  - 第64回国民体育大会 トキめき新潟国体：少年女子準優勝＝高知県(北岡･天野･𡈽田)
- 2010年
  - 第49回大阪国際招待卓球選手権大会：ジュニアシングルス ベスト4
  - 第37回全国高等学校選抜卓球大会：学校対抗準優勝
  - 第79回全国高校選手権大会：学校対抗優勝、ジングルス ベスト8[8]、ダブルス準優勝（𡈽田美佳ペア）
  - 第65回国民体育大会 ゆめ半島千葉国体：少年女子優勝＝高知県(天野･𡈽田･谷岡)
- 2011年
  - 平成22年度全日本卓球選手権大会：シングルス ベスト16
  - 第40回後藤杯卓球選手権大会：ダブルス準優勝（岡本真由子ペア）
- 2012年
  - 第37回浮舟杯卓球選手権大会：シングルス優勝
  - 第62回全日本実業団選手権大会：優勝(サンリツ)
  - 第67回国民体育大会 ぎふ清流国体：女子準優勝＝東京都(阿部･天野･原田)
  - 第46回全日本社会人卓球選手権大会：シングルス 3位
- 2013年
  - 平成24年度全日本卓球選手権大会：シングルス ベスト16
  - 第18回ジャパントップ12卓球大会：初出場
  - 第65回東京卓球選手権大会：ダブルス ベスト4（阿部恵ペア）
  - 第68回国民体育大会（スポーツ祭東京2013）：女子準優勝＝東京都(阿部･天野･三浦)
  - 平成25年度後期日本卓球リーグ大阪大会：優勝(サンリツ)
- 2014年
  - 平成25年度全日本卓球選手権大会：シングルス ベスト16
  - 第66回東京卓球選手権大会：ダブルス 優勝（中島未早希ペア）
  - 平成26年度 日本卓球リーグ 強化訓練兼海外派遣選手選考会：優勝
  - USオープン：ジングルス 3位, ダブルス 3位（中島未早希ペア）, 混合ダブルス 準優勝（大矢英俊ペア）
  - 第48回全日本社会人卓球選手権大会：ダブルス 優勝（中島未早希ペア）
- 2015年
  - 第67回東京卓球選手権大会：シングルス 優勝
  - 第49回全日本社会人卓球選手権大会：シングルス 優勝, ダブルス 優勝（中島未早希ペア）
- 2016年
  - 平成27年度全日本卓球選手権大会：女子ダブルス 優勝（中島未早希ペア）[1]